# بطولة الأمم الخمس 1973
بطولة الأمم الستة 1973 (بالإنجليزية: 1973 Five Nations Championship)‏ هو الموسم 79 من  بطولة الأمم الستة. أقيم خلال الفترة 13 يناير 1973 وحتى 14 أبريل 1973، وكان عدد الأندية المشاركة فيه  5، وفاز فيه منتخب إنجلترا الوطني لاتحاد الرغبي، ومنتخب اسكتلندا الوطني لاتحاد الرغبي، ومنتخب ويلز الوطني لاتحاد الرغبي، ومنتخب أيرلندا الوطني لاتحاد الرغبي، ومنتخب فرنسا الوطني لاتحاد الرغبي.